# Меньков Олександр Олександрович
Олександр Олександрович Меньков (рос. Александр Александрович Меньков; нар. 7 грудня 1990) — російський легкоатлет, який спеціалізувався на стрибках у довжину.

## Спортивні досягнення
Фіналіст (11-е місце) олімпійських змагань зі стрибків у довжину (2012).
Чемпіон світу зі стрибків у довжину (2013). Фіналіст змагань зі стрибків у довжину на трьох чемпіонатах світу — 4-е місце у 2017 та 6-і місця у 2001 і 2015.
Бронзовий призер чемпіонату світу в приміщенні зі стрибків у довжину (2012). Фіналіст (5-е місце) чемпіонату світу в приміщенні (2014).
Дворазовий чемпіон Діамантової ліги зі стрибків у довжину (2012, 2013).
Чемпіон Європи в приміщенні зі стрибків у довжину (2013).
Переможець змагань зі стрибків у довжину на трьох командних чемпіонатах Європи (2011, 2013, 2015).
Срібний призер Універсіади зі стрибків у довжину (2013).
Чемпіон Європи серед молоді зі стрибків у довжину (2011).
Чемпіон Європи серед юніорів зі стрибків у довжину (2009).
Чемпіон Росії зі стрибків у довжину (2012, 2018, 2020, 2022).
Чемпіон Росії в приміщенні зі стрибків у довжину (2013, 2018, 2019).